# Hà Văn Hiền
Hà Văn Hiền (sinh 1948) quê ở thôn An Cư, xã Nghĩa An, huyện Ninh Giang, tỉnh Hải Dương, là đại biểu Quốc hội Việt Nam khóa XII, thuộc đoàn đại biểu Hà Nội.
Ông từng là Ủy viên Ban Chấp hành Trung ương Đảng Cộng sản Việt nam các khóa IX, X (2001 - 2011), trước đó làm Chủ tịch Ủy ban nhân dân tỉnh Quảng Ninh (1994-2001), Phó bí thư Tỉnh ủy (1996), Bí thư Tỉnh ủy Quảng Ninh(2001-2005), Bí thư Tỉnh ủy Hà Tây (2005 - 2007), Ủy viên Ủy ban Thường vụ Quốc hội, Chủ nhiệm Ủy ban Kinh tế Quốc hội (2007-2011).